# Thomas Joseph Walsh
Thomas Joseph Walsh (* 6. Dezember 1873 in Parkers Landing, Pennsylvania; † 6. Juni 1952 in Newark, New Jersey) war ein US-amerikanischer römisch-katholischer Geistlicher und Erzbischof von Newark.

## Leben
Thomas Joseph Walsh empfing am 27. Januar 1900 das Sakrament der Priesterweihe für das Bistum Buffalo.
Am 10. Mai 1918 ernannte ihn Papst Benedikt XV. zum Bischof von Trenton. Der Apostolische Delegat in den Vereinigten Staaten, Erzbischof Giovanni Bonzano, spendete ihm am 25. Juli desselben Jahres die Bischofsweihe; Mitkonsekratoren waren der Erzbischof von Philadelphia, Denis Joseph Dougherty, und der Bischof von Newark, John Joseph O’Connor. Am 2. März 1928 ernannte ihn Papst Pius XI. zum Bischof von Newark. Die Amtseinführung erfolgte am 1. Mai desselben Jahres.
Am 10. Dezember 1937 wurde Thomas Joseph Walsh Erzbischof von Newark. Die Amtseinführung fand am 27. April 1938 statt.